# ایسنوف
ایسنوف یا ایسناب (به لاتین: İsnov) یک منطقه مسکونی در جمهوری آذربایجان است که در شهرستان قوبا واقع شده‌است. ایسنوف ۱۰۱۴ نفر جمعیت دارد.